# Grammistini
Tribu
Les Grammistini sont une tribu de poissons perciformes.

## Liste des genres
- Aporops Schultz, 1943
- Grammistes Bloch et Schneider, 1801
- Grammistops Schultz in Schultz et al., 1953
- Jeboehlkia Robins, 1967
- Pogonoperca Günther, 1859
- Pseudogramma Bleeker, 1875
- Rypticus Cuvier, 1829
- Suttonia Smith, 1953